# Venteuges
 Venteuges  (en occitano Vinteuja) es una población y comuna francesa, situada en la región de Auvernia, departamento de Alto Loira, en el distrito de Le Puy-en-Velay y cantón de Saugues.

## Demografía
| 729 | 663 | 569 | 540 | 468 | 380 |
| Para los censos de 1962 a 1999 la población legal corresponde a la población sin duplicidades (Fuente: INSEE [Consultar]) |     |     |     |     |     |